# 전리층

전리층(電離層, ionosphere 아이오노스피어[*])은 지구 대기 상공 약 60 킬로미터에서 상공 약 1,000 킬로미터의 구역으로, 열권의 대부분과 중간권 및 외기권의 일부분을 포함한다. 태양 복사선에 의해 대기 분자들이 전리되어있기에 전리층이라고 부른다. 대기전기학적으로 중요한 성질을 가지며, 지구 자기권의 안쪽 경계를 이룬다. 전파가 전파될 때 전리층에 반사되어 지구 멀리까지 전파 통신이 가능하다는 점에서 응용학적으로도 중요한 역할을 하고 있다.

## 지구물리
지구 대기의 가장 안쪽 부분은 대류권이라고 하며 지표로부터 약 10km 높이까지를 말한다. 10km와 50km사이의 대기를 성층권이라고 하며, 50km부터 80km높이의 대기는 중간권이라고 한다. 오존층은 성층권에서 형성된다. 80km이상의 높이에 있는 대기의 층을 열권이라고 하는데, 대기가 매우 희박하여 자유전자들이 존재한다. 이들 자유전자는 주위의 양이온에게 포획될 때까지 짧은 시간 동안 이동할 수 있다. 자유전자의 밀도는 전파의 진행에 영향을 주기에 충분한 정도이다. 이온화되어서 부분적으로 플라스마화되어 있는 대기의 층을 전리층이라고 한다. 플라스마 안에서는 음전하를 띠는 전자와 양전하를 띠는 양이온이 존재하여 전자기력이 작용하여 서로 끌어당기고 있지만 각자의 에너지 상태가 너무 높아서 중성의 원자로 안정적으로 존재할 수 없다.
자외선과 X선 영역의 태양 복사는 중성의 원자나 분자를 이온화 할 수 있다고 생각된다. 이 주파수 영역의 광자는 전자를 떼어놓기에 충분한 에너지를 가지고 있기 때문이다. 그러나 동시에 자유전자들은 주변의 양이온과 인력이 작용하여 다시 중성원자로 돌아가는 재결합 작용 또한 일어나고 있다. 고도가 낮아서 기체의 밀도가 높은 곳에서는 기체 원자가 서로 가까이 있기 때문에 재결합의 속도가 빠르다. 두 작용이 균형을 이루는 속도가 이온화 정도를 결정한다.
이온화 정도는 태양과 그 활동에 달려있다. 전리층의 이온화 정도는 태양으로부터 받는 복사의 양에 따라 대부분 결정된다. 따라서 전리층의 활동에는 일변화와 연변화가 있음을 예상할 수 있다. 예를 들면 겨울에 해당하는 반구는 태양을 등지고 기울어져 있는데, 그래서 적은 태양복사를 받게 된다. 또 태양의 활동은 흑점 주기와도 연관이 있는데, 흑점이 많을 때 태양은 더 많은 복사를 방출한다. 입사되는 태양복사의 양은 위도에 따라서도 달라진다. 한편 전리층을 흐트려뜨리고 이온화를 방해하는 작용도 존재하는데, 태양 플레어 현상에 수반되어 방출된 대전입자는 태양풍에 의해 날려와 지구에 도달하면 지구자기장과 상호작용한다.

## 전리층의 충돌
대기 성분은 고도에 따라 달라지는데, 다양한 주파수에 실려 오는 태양복사 에너지는 성분에 따라 나뉜 지구 대기의 서로 다른 고도에서 작용하여 몇 개의 이온화 층을 만든다.

### D층
D층은 가장 안쪽에 있는 층으로 지구 표면으로부터 50km에서 90km사이에 위치한다. 이 층에서 생기는 이온화는 라이먼 계열 알파 수소 복사인데, 파장은 121.5nm 이고 일산화질소를 이온화한다. 더하여 태양 흑점의 수가 50개 이상으로 활발할 때는 경X선(파장 1nm이하)이 공기(질소 분자와 산소분자)를 이온화시킨다. 밤 동안에는 우주선이 이온화를 시킨다. 이 층은 가장 고도가 낮고 대기의 밀도가 높기 때문에 재결합작용이 활발하다. 따라서 순수한 이온화 효과는 매우 낮고, 고주파수(HF; high frequency) 전파는 D층에서 굴절되지 않는다. 자유 전자와 다른 입자간의 충돌 빈도는 낮 동안에는 1초에 1000만번에 이른다. D층은 HF 전파를 흡수하는데, 주로 10MHz나 그보다 파장이 긴 전파가 이에 해당한다. 그보다 파장이 짧아지면 흡수되는 정도가 약해진다. 전파의 흡수는 밤에 약하고 한낮에 최대가 된다. 이 층은 일몰 후에 굉장히 약해지지만, 은하로부터 오는 우주선에 의해 약간 남게된다. D층의 활동의 일반적인 예로는 AM광대역 방송이 방송국에서 멀어짐에 따라 엹어져 가는 것을 들 수 있다.

### E층
E층은 중간에 위치한 층이다. 지표로부터 90km에서 120km에 위치한다. 이 층에서의 이온화는 주로 연X선(파장 1-10nm)과 원자외선 태양 복사가 산소 분자를 이온화하는 것이다. 이 층은 10MHz이하의 주파수를 가지는 전파만을 반사한다. 10MHz보다 짧은 파장에 대해서는 일부를 흡수한다. E층의 수직구조는 기본적으로 이온화와 재결합의 정도에 따라 결정된다. 밤이 되어 이온화의 주요 에너지원이었던 태양복사가 끊어지면 E층은 사라지기 시작한다. 이에 따라서 E층의 강도가 가장 높은 지점의 고도가 올라가게 되는데, 이는 하층일수록 재결합 속도가 빠르기 때문이다. E층의 강도가 가장 높은 지점이 상승하게 되면 전파가 닿는 거리가 길어지게 된다. 고층 대기 중성풍의 일변화 역시 E층의 수직구조에 영향을 준다. 밤이 되면 전파를 반사시키기 때문에 중파방송을 멀리서도 들을 수 있는 원인 중 하나다.

### 산재(산발적) E층 (ES층, Sporadic E layer)
ES층 또는 산재 E층은 고도로 이온화된 작은 구름에 비유된다. 25MHz-225MHz에 이르는 전파를 반사할 수 있다. 산재 E층 현상은 수 분에서 수 시간 정도밖에 지속되지 않는다. 산재 E층이 생기면 평소에는 전파가 닿지 않는 곳의 전파를 수신할 수 있기 때문에 아마추어 무선사들을 무척 흥분시키는 현상이다. 산재 E층이 생기는 데에는 여러 가지 이유가 있는데, 계속하여 연구되고 있다. 이 현상은 여름 동안에 가장 흔하게 발생하고, 겨울에는 발생 빈도가 낮다. 여름동안에는 신호 강도가 세어지기 때문에 인기가 있다. 보통 1000km 거리까지 전파가 도달한다.

### F층
F층은 애플턴 층으로 알려져 있기도 한데, 고도 120km부터 400km사이에 분포한다. 초단파장의 자외선(10-100nm)태양복사가 산소 원자를 이온화시키는 층이다. HF 통신에서 F층은 전리층 중에서도 가장 중요한 층이다. F층은 밤 동안에는 한 층으로 합쳐져 있다가, 낮 동안에는 나뉘어 F1층과 F2층을 형성한다. F층은 공중파 방송에서 매우 중요하며, 태양을 향해있는 부분 중에서는 가장 두껍고 가장 반사도가 높은 층이다.

### 전리층 모델
일군의 대기 물리학자 그룹은 학술위원회와 콘퍼런스 등을 통해 전리층 모델(International Reference Ionosphere)을 만들고 수정해 오고 있다. 새로운 발견이 수용되면 모델이 업데이트된다. (en:IRI86-6)

## 전리층 섭동

### 돌연 이온층 교란(SID, Sudden Ionospheric Disturbances)
태양이 활동적일 때 강력한 태양 플레어가 발생하여 지구의 태양 방향 반구면에 엑스 선으로 강타할 수 있다. 그들은 D영역을 통과하여 고주파수(3~30MHz) 라디오 주파수 교란(Black out) 유발하는 흡수를 빠르게 증가시키는 전자들을 발생시킨다. 이 기간 동안 매우 낮은 주파수(3~30kHz) 신호들을 E층이 아닌 D층에 의해 반사되는데 E층에서 증가한 대기밀도가 보통 파동의 흡수를 증가시키고 따라서 그것을 감쇄시킨다. 엑스선이 끝나자마자 SID 또는 라디오 주파수 교란이 D영역의 전자들이 빠르게 재결합하고 신호가 정상으로 돌아옴에 따라 끝난다.

### 극 관 흡수(PCA, Polar Cap Absorbtion)
고에너지 양성자의 생성은 태양 플레어와 관련이 있다. 이들 입자들은 태양 플레어에서 15분에서 2시간내에 지구에 도달한다. 지구의 자기장선 주위와 아래로 양성자가 나선 방향으로 움직이고 D와 E층의 이온화를 증가시키며 자극 근처의 대기로 투과한다. 극 관 흡수(PCA)는 전형적으로 평균 24~36시간으로 한 시간에서 수일까지 어느곳에서나 지속한다.

### 지자기폭풍(Geomagnetic Strom)
지자기 폭풍은 지구 자기권의 일시적이며 강렬한 교란이다.
- 지자기 폭풍 H에 F_2 층은 불안하고 부서지며 완전히 사라질 수도 있다.
- 지구 오로라의 북부와 남부 극 영역은 하늘에서 관측가능하다.

## 같이 보기
- 초고층대기물리학

## 참고 자료
1. ↑  “Ionosphere”. 2016년 3월 5일에 원본 문서에서 보존된 문서. 2015년 9월 15일에 확인함.
2. ↑  K. Rawer. Wave Propagation in the Ionosphere. Kluwer Acad.Publ., Dordrecht 1993. ISBN 0-7923-0775-5